# معهد أبحاث العلوم الرياضية في إيران
معهد أبحاث العلوم الرياضية في ايران (بالإنجليزية: Sport Sciences Research Institute of Iran) هو المنظمة الوطنية الوحيدة المسؤولة عن البحث العلمي في مجال التربية البدنية، والعلوم الرياضية. وقد انشأته وزارة العلوم والبحوث والتكنولوجيا عام 1998. وفي عام 2011 لتحسين هيكلها تم ترقية مركز البحوث إلى معهد البحوث، وانتقل إلى موقعه الجديد في طهران.

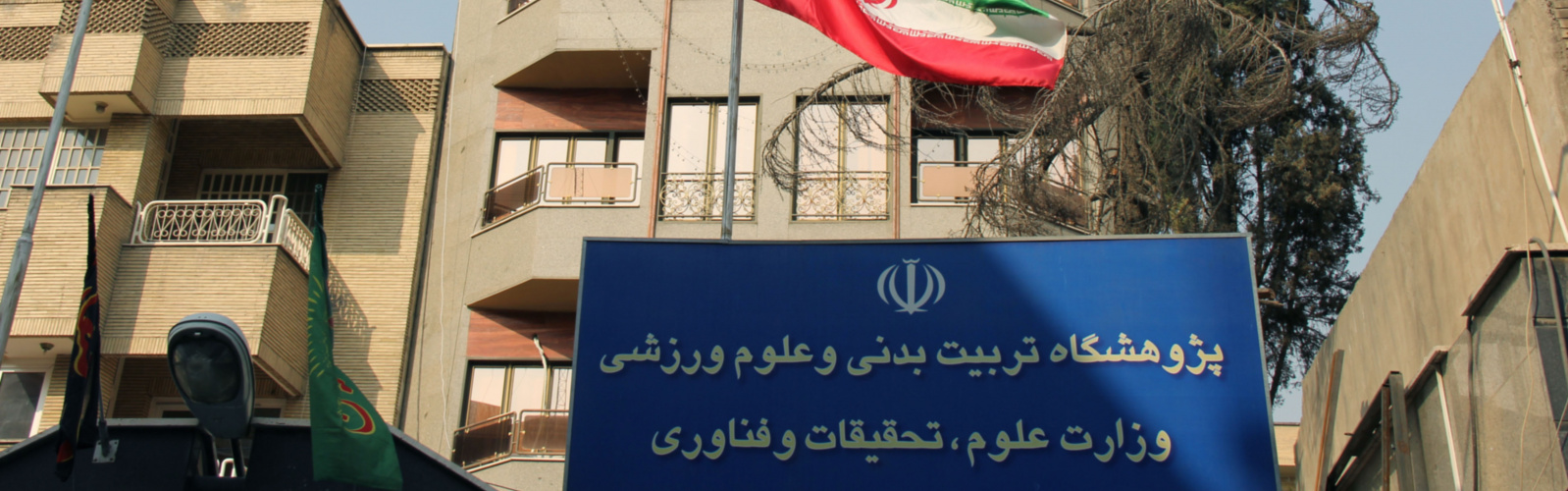
معهد بحوث العلوم الرياضية في إيران.

## روابط خارجية
- About the SSRI